# Coralliocaris graminea
Coralliocaris graminea är en kräftdjursart som först beskrevs av James Dwight Dana 1852.  Coralliocaris graminea ingår i släktet Coralliocaris och familjen Palaemonidae. Inga underarter finns listade i Catalogue of Life.